# Marek Łańcucki
Marek Łańcucki (ur. 1972) – polski architekt.

## Życiorys
W 1997 ukończył studia na Wydziale Architektury Politechniki Warszawskiej. W 1998 studiował w ramach stypendium Fundacji Fulbrighta projektowanie budynków wysokościowych oraz zasady rewaloryzacji miast w USA. W 2004 ukończył 2-letnie studia podyplomowe Executive MBA w Szkole Biznesu Politechniki Warszawskiej.
Praktykę zawodową rozpoczął w 1997. Pracował w Atelier2 Kucza-Kuczyński Miklaszewski (1997), JEMS Architekci (1997-2005), AukettFitzroyRobinson (2005), Arup jako project manager (2005-2006), RMJM w Londynie (2006). W latach 2007–2008 prowadził polski oddział RMJM w Warszawie. W grudniu 2008 w Sopocie założył autorską pracownię projektową MAARTE, a 2 lata później MAARTE.LAB w Warszawie. Obecnie kieruje pracownią MAARTE w Gdańsku (Oliwa).
Projekty MAARTE uzyskały nagrody w ogólnopolskich i lokalnych konkursach. Były publikowane w miesięcznikach branżowych Architektura-Murator i Architektura&Business oraz na branżowych portalach internetowych.
Magazyn Forbes przyznał Łańcuckiemu tytuł Profesjonalisty 2012 Zawodu Zaufania Publicznego w kategorii: Architekt. Sędzia Konkursowy SARP, Przewodniczący Kolegium Sędziów Konkursowych SARP O/Wybrzeże, członek Mazowieckiej Okręgowej Izby Architektów RP.